# Andrzej Konkolewski
Andrzej Konkolewski (ur. 28 października 1966) - były polski piłkarz, występujący na pozycji obrońcy. W latach 1984–1986 w barwach pierwszoligowego Bałtyku Gdynia rozegrał 25 spotkań i zdobył 3 gole.